# Torneios WTA International
O WTA International foi a categoria mais baixa do circuito profissional de tênis feminino, da Associação de Tênis Feminino, implantada em 2009, que durou até 2020. Substitui os níveis WTA Tier III e WTA Tier VI.
Seus torneios começaram distribuindo, salvo exceções, uma premiação total de US$ 220.000 no primeiro ano. Corrigindo a inflação, aumentou para US$ 235.000 em 2013, US$ 250.000 em 2014 e US$ 275.000 em 2020.
As campeãs recebiam 280 pontos.
Comparativamente, a vencedora de um torneio do Grand Slam ganha 2.000 pontos, 1.500 no WTA Finals, 280 no WTA International. Este sistema difere ligeiramente do implementado pela Associação de Tenistas Profissionais. Na categoria mais próxima, a ATP World Tour 250/ATP 250, os campeões são contemplados com 250 pontos.

## Eventos

### 2020
| Semana | Cidade           | País           | Nome comercial                               | Piso           | Campeã                                  | Campeãs                                 |
| ------ | ---------------- | -------------- | -------------------------------------------- | -------------- | --------------------------------------- | --------------------------------------- |
| 1      | Auckland         | Nova Zelândia  | ASB Classic                                  | duro           | Serena Williams                         | Asia Muhammad Taylor Townsend           |
| 1      | Shenzhen         | China          | Shenzhen Open                                | duro           | Ekaterina Alexandrova                   | Barbora Krejčíková Kateřina Siniaková   |
| 2      | Hobart           | Austrália      | Hobart International                         | duro           | Elena Rybakina                          | Nadiia Kichenok Sania Mirza             |
| 6      | Hua Hin          | Tailândia      | GSB Thailand Open                            | duro           | Magda Linette                           | Arina Rodionova Storm Sanders           |
| 8      | Acapulco         | México         | Abierto Mexicano Telcel                      | duro           | Heather Watson                          | Desirae Krawczyk Giuliana Olmos         |
| 9      | Lyon             | França         | Open 6ème Sens Métropole de Lyon             | duro (coberto) | Sofia Kenin                             | Laura Ioana Paar Julia Wachaczyk        |
| 9      | Monterrey        | México         | Abierto GNP Seguros                          | duro           | Elina Svitolina                         | Kateryna Bondarenko Sharon Fichman      |
| 14     | Bogotá           | Colômbia       | Copa Colsanitas                              | saibro         | Cancelado devido à pandemia de COVID-19 | Cancelado devido à pandemia de COVID-19 |
| 17     | Rabat            | Marrocos       | Grand Prix de SAR La Princesse Lalla Meryem  | saibro         | Cancelado devido à pandemia de COVID-19 | Cancelado devido à pandemia de COVID-19 |
| 23     | Nottingham       | Reino Unido    | Nature Valley Open                           | grama          | Cancelado devido à pandemia de COVID-19 | Cancelado devido à pandemia de COVID-19 |
| 23     | 's-Hertogenbosch | Países Baixos  | Libéma Open                                  | grama          | Cancelado devido à pandemia de COVID-19 | Cancelado devido à pandemia de COVID-19 |
| 24     | Birmingham       | Reino Unido    | Nature Valley International                  | grama          | Cancelado devido à pandemia de COVID-19 | Cancelado devido à pandemia de COVID-19 |
| 25     | Bad Homburg      | Alemanha       | Bad Homburg Open                             | grama          | Cancelado devido à pandemia de COVID-19 | Cancelado devido à pandemia de COVID-19 |
| 28     | Bucareste        | Roménia        | Bucharest Open                               | saibro         | Cancelado devido à pandemia de COVID-19 | Cancelado devido à pandemia de COVID-19 |
| 28     | Lausanne         | Suíça          | Ladies Open Lausanne                         | saibro         | Cancelado devido à pandemia de COVID-19 | Cancelado devido à pandemia de COVID-19 |
| 29     | Jūrmala          | Letónia        | Baltic Open                                  | saibro         | Cancelado devido à pandemia de COVID-19 | Cancelado devido à pandemia de COVID-19 |
| 31     | Palermo          | Itália         | Palermo Ladies Open                          | saibro         | Fiona Ferro                             | Arantxa Rus Tamara Zidanšek             |
| 31     | Washington       | Estados Unidos | Citi Open                                    | duro           | Cancelado devido à pandemia de COVID-19 | Cancelado devido à pandemia de COVID-19 |
| 32     | Lexington        | Estados Unidos | Top Seed Open                                | duro           | Jennifer Brady                          | Hayley Carter Luisa Stefani             |
| 32     | Praga            | Chéquia        | Prague Open                                  | saibro         | Simona Halep                            | Lucie Hradecká Kristýna Plíšková        |
| 34     | Albany           | Estados Unidos | Albany Open                                  | duro           | Cancelado devido à pandemia de COVID-19 | Cancelado devido à pandemia de COVID-19 |
| 36     | Istambul         | Turquia        | TEB BNP Paribas Tennis Championship Istanbul | saibro         | Patricia Maria Țig                      | Alexa Guarachi Desirae Krawczyk         |
| 37     | Hiroshima        | Japão          | Hana-cupid Japan Women's Open                | duro           | Cancelado devido à pandemia de COVID-19 | Cancelado devido à pandemia de COVID-19 |
| 38     | Estrasburgo      | França         | Internationaux de Strasbourg                 | saibro         | Elina Svitolina                         | Nicole Melichar Demi Schuurs            |
| 40     | Seul             | Coreia do Sul  | Korea Open                                   | duro           | Cancelado devido à pandemia de COVID-19 | Cancelado devido à pandemia de COVID-19 |
| 41     | Hong Kong        | Hong Kong      | Prudential Hong Kong Tennis Open             | duro           | Cancelado devido à pandemia de COVID-19 | Cancelado devido à pandemia de COVID-19 |
| 41     | Tianjin          | China          | Tianjin Open                                 | duro           | Cancelado devido à pandemia de COVID-19 | Cancelado devido à pandemia de COVID-19 |
| 42     | Nanchang         | China          | Jiangxi Open                                 | duro           | Cancelado devido à pandemia de COVID-19 | Cancelado devido à pandemia de COVID-19 |
| 42     | Luxemburgo       | Luxemburgo     | BGL BNP Paribas Luxembourg Open              | duro (coberto) | Cancelado devido à pandemia de COVID-19 | Cancelado devido à pandemia de COVID-19 |
| 45     | Linz             | Áustria        | Upper Austria Ladies Linz                    | duro (coberto) | Aryna Sabalenka                         | Arantxa Rus Tamara Zidanšek             |
| 47     | Cantão           | China          | Guangzhou International Women's Open         | duro           | Cancelado devido à pandemia de COVID-19 | Cancelado devido à pandemia de COVID-19 |

### 2019
| Semana | Cidade           | País           | Nome comercial                              | Piso           | Campeã               | Campeãs                                         |
| ------ | ---------------- | -------------- | ------------------------------------------- | -------------- | -------------------- | ----------------------------------------------- |
| 1      | Auckland         | Nova Zelândia  | ASB Classic                                 | duro           | Julia Görges         | Eugenie Bouchard Sofia Kenin                    |
| 1      | Shenzhen         | China          | Shenzhen Open                               | duro           | Aryna Sabalenka      | Peng Shuai Yang Zhaoxuan                        |
| 2      | Hobart           | Austrália      | Hobart International                        | duro           | Sofia Kenin          | Chan Hao-ching Latisha Chan                     |
| 5      | Hua Hin          | Tailândia      | Toyota Thailand Open                        | duro           | Dayana Yastremska    | Irina-Camelia Begu Monica Niculescu             |
| 8      | Budapeste        | Hungria        | Hungarian Ladies Open                       | duro (coberto) | Alison Van Uytvanck  | Ekaterina Alexandrova Vera Zvonareva            |
| 9      | Acapulco         | México         | Abierto Mexicano Telcel                     | duro           | Wang Yafan           | Victoria Azarenka Zheng Saisai                  |
| 14     | Monterrey        | México         | Abierto GNP Seguros                         | duro           | Garbiñe Muguruza     | Asia Muhammad Maria Sanchez                     |
| 15     | Bogotá           | Colômbia       | Claro Open Colsanitas                       | saibro         | Amanda Anisimova     | Zoe Hives Astra Sharma                          |
| 15     | Lugano           | Suíça          | Samsung Open                                | saibro         | Polona Hercog        | Sorana Cîrstea Andreea Mitu                     |
| 17     | Istambul         | Turquia        | TEB BNP Paribas Istanbul Cup                | saibro         | Petra Martić         | Tímea Babos Kristina Mladenovic                 |
| 18     | Praga            | Chéquia        | J&T Banka Prague Open                       | saibro         | Jil Teichmann        | Anna Kalinskaya Viktória Kužmová                |
| 18     | Rabat            | Marrocos       | Grand Prix de SAR La Princesse Lalla Meryem | saibro         | Maria Sakkari        | María José Martínez Sánchez Sara Sorribes Tormo |
| 21     | Estrasburgo      | França         | Internationaux de Strasbourg                | saibro         | Dayana Yastremska    | Daria Gavrilova Ellen Perez                     |
| 21     | Nuremberg        | Alemanha       | Nürnberger Versicherungscup                 | saibro         | Yulia Putintseva     | Gabriela Dabrowski Xu Yifan                     |
| 24     | Nottingham       | Reino Unido    | Nature Valley Open                          | grama          | Caroline Garcia      | Desirae Krawczyk Giuliana Olmos                 |
| 24     | 's-Hertogenbosch | Países Baixos  | Libéma Open                                 | grama          | Alison Riske         | Shuko Aoyama Aleksandra Krunić                  |
| 25     | Maiorca          | Espanha        | Mallorca Open                               | grama          | Sofia Kenin          | Kirsten Flipkens Johanna Larsson                |
| 29     | Bucareste        | Roménia        | BRD Bucharest Open                          | saibro         | Elena Rybakina       | Viktória Kužmová Kristýna Plíšková              |
| 29     | Lausanne         | Suíça          | Ladies Open Lausanne                        | saibro         | Fiona Ferro          | Anastasia Potapova Yana Sizikova                |
| 30     | Jūrmala          | Letónia        | Baltic Open                                 | saibro         | Anastasija Sevastova | Sharon Fichman Nina Stojanović                  |
| 30     | Palermo          | Itália         | Palermo Ladies Open                         | saibro         | Jil Teichmann        | Cornelia Lister Renata Voráčová                 |
| 31     | Washington       | Estados Unidos | Citi Open                                   | duro           | Jessica Pegula       | Cori Gauff Catherine McNally                    |
| 34     | Nova York        | Estados Unidos | NYJTL Bronx Open                            | duro           | Magda Linette        | Darija Jurak María José Martínez Sánchez        |
| 37     | Hiroshima        | Japão          | Hana-cupid Japan Women's Open               | duro           | Nao Hibino           | Misaki Doi Nao Hibino                           |
| 37     | Nanchang         | China          | Jiangxi Open                                | duro           | Rebecca Peterson     | Wang Xinyu Zhu Lin                              |
| 38     | Cantão           | China          | Guangzhou International Women's Open        | duro           | Sofia Kenin          | Peng Shuai Laura Siegemund                      |
| 38     | Seul             | Coreia do Sul  | KEB Hana Bank Korea Open                    | duro           | Karolína Muchová     | Lara Arruabarrena Tatjana Maria                 |
| 39     | Tashkent         | Uzbequistão    | Tashkent Open                               | duro           | Alison Van Uytvanck  | Hayley Carter Luisa Stefani                     |
| 41     | Linz             | Áustria        | Upper Austria Ladies Linz                   | duro (coberto) | Cori Gauff           | Barbora Krejčíková Kateřina Siniaková           |
| 41     | Tianjin          | China          | Tianjin Open                                | duro           | Rebecca Peterson     | Shuko Aoyama Ena Shibahara                      |
| 42     | Luxemburgo       | Luxemburgo     | BGL BNP Paribas Luxembourg Open             | duro (coberto) | Jeļena Ostapenko     | Cori Gauff Catherine McNally                    |

### 2018
| Semana | Cidade           | País           | Nome comercial                              | Piso              | Campeã                    | Campeãs                                    |
| ------ | ---------------- | -------------- | ------------------------------------------- | ----------------- | ------------------------- | ------------------------------------------ |
| 1      | Auckland         | Nova Zelândia  | ASB Classic                                 | duro              | Julia Görges              | Sara Errani Bibiane Schoofs                |
| 1      | Shenzhen         | China          | Shenzhen Open                               | duro              | Simona Halep              | Irina-Camelia Begu Simona Halep            |
| 2      | Hobart           | Austrália      | Hobart International                        | duro              | Elise Mertens             | Elise Mertens Demi Schuurs                 |
| 5      | Taipé            | Taiwan         | Taiwan Open                                 | duro (coberto)    | Tímea Babos               | Duan Yingying Wang Yafan                   |
| 8      | Budapeste        | Hungria        | Hungarian Ladies Open                       | duro (coberto)    | Alison Van Uytvanck       | Georgina García Pérez Fanny Stollár        |
| 9      | Acapulco         | México         | Abierto Mexicano Telcel                     | duro              | Lesia Tsurenko            | Tatjana Maria Heather Watson               |
| 14     | Monterrey        | México         | Abierto GNP Seguros                         | duro              | Garbiñe Muguruza          | Naomi Broady Sara Sorribes Tormo           |
| 15     | Bogotá           | Colômbia       | Claro Open Colsanitas                       | saibro            | Anna Karolína Schmiedlová | Dalila Jakupović Irina Khromacheva         |
| 15     | Lugano           | Suíça          | Samsung Open                                | saibro            | Elise Mertens             | Kirsten Flipkens Elise Mertens             |
| 17     | Istambul         | Turquia        | TEB BNP Paribas Istanbul Cup                | saibro            | Pauline Parmentier        | Liang Chen Zhang Shuai                     |
| 18     | Rabat            | Marrocos       | Grand Prix de SAR La Princesse Lalla Meryem | saibro            | Elise Mertens             | Anna Blinkova Raluca Olaru                 |
| 18     | Praga            | Chéquia        | J&T Banka Prague Open                       | saibro            | Petra Kvitová             | Nicole Melichar Květa Peschke              |
| 21     | Estrasburgo      | França         | Internationaux de Strasbourg                | saibro            | Anastasia Pavlyuchenkova  | Mihaela Buzărnescu Raluca Olaru            |
| 21     | Nuremberg        | Alemanha       | Nürnberger Versicherungscup                 | saibro            | Johanna Larsson           | Demi Schuurs Katarina Srebotnik            |
| 24     | Nottingham       | Reino Unido    | Nature Valley Open                          | grama             | Ashleigh Barty            | Alicja Rosolska Abigail Spears             |
| 24     | 's-Hertogenbosch | Países Baixos  | Libéma Open                                 | grama             | Aleksandra Krunić         | Elise Mertens Demi Schuurs                 |
| 25     | Maiorca          | Espanha        | Mallorca Open                               | grama             | Tatjana Maria             | Andreja Klepač María José Martínez Sánchez |
| 29     | Bucareste        | Roménia        | BRD Bucharest Open                          | saibro            | Anastasija Sevastova      | Irina-Camelia Begu Andreea Mitu            |
| 29     | Gstaad           | Suíça          | Ladies Championship Gstaad                  | saibro            | Alizé Cornet              | Alexa Guarachi Desirae Krawczyk            |
| 30     | Moscou           | Rússia         | Moscow River Cup                            | saibro            | Olga Danilović            | Anastasia Potapova Vera Zvonareva          |
| 30     | Nanchang         | China          | Jiangxi Open                                | duro              | Wang Qiang                | Jiang Xinyu Tang Qianhui                   |
| 31     | Washington       | Estados Unidos | Citi Open                                   | duro              | Svetlana Kuznetsova       | Han Xinyun Darija Jurak                    |
| 37     | Hiroshima        | Japão          | Hana-cupid Japan Women's Open               | duro              | Hsieh Su-wei              | Eri Hozumi Zhang Shuai                     |
| 37     | Quebec           | Canadá         | Coupe Banque Nationale                      | carpete (coberto) | Pauline Parmentier        | Asia Muhammad Maria Sanchez                |
| 38     | Cantão           | China          | Guangzhou International Women's Open        | duro              | Wang Qiang                | Monique Adamczak Jessica Moore             |
| 38     | Seul             | Coreia do Sul  | KEB Hana Bank Korea Open                    | duro              | Kiki Bertens              | Choi Ji-hee Han Na-lae                     |
| 39     | Tashkent         | Uzbequistão    | Tashkent Open                               | duro              | Margarita Gasparyan       | Olga Danilović Tamara Zidanšek             |
| 41     | Hong Kong        | Hong Kong      | Hong Kong Tennis Open                       | duro              | Dayana Yastremska         | Samantha Stosur Zhang Shuai                |
| 41     | Linz             | Áustria        | Upper Austria Ladies Linz                   | duro (coberto)    | Camila Giorgi             | Kirsten Flipkens Johanna Larsson           |
| 41     | Tianjin          | China          | Tianjin Open                                | duro              | Caroline Garcia           | Nicole Melichar Květa Peschke              |
| 42     | Luxemburgo       | Luxemburgo     | BGL BNP Paribas Luxembourg Open             | duro (coberto)    | Julia Görges              | Greet Minnen Alison Van Uytvanck           |

### 2017
| Semana | Cidade           | País           | Nome comercial                              | Piso              | Campeã                   | Campeãs                             |
| ------ | ---------------- | -------------- | ------------------------------------------- | ----------------- | ------------------------ | ----------------------------------- |
| 1      | Auckland         | Nova Zelândia  | ASB Classic                                 | duro              | Lauren Davis             | Kiki Bertens Johanna Larsson        |
| 1      | Shenzhen         | China          | Shenzhen Open                               | duro              | Kateřina Siniaková       | Andrea Hlaváčková Peng Shuai        |
| 2      | Hobart           | Austrália      | Hobart International                        | duro              | Elise Mertens            | Raluca Olaru Olga Savchuk           |
| 5      | Taipé            | Taiwan         | Taiwan Open                                 | duro (coberto)    | Elina Svitolina          | Chan Hao-ching Chan Yung-jan        |
| 8      | Budapeste        | Hungria        | Hungarian Ladies Open                       | duro (coberto)    | Tímea Babos              | Hsieh Su-wei Oksana Kalashnikova    |
| 9      | Acapulco         | México         | Abierto Mexicano Telcel                     | duro              | Lesia Tsurenko           | Darija Jurak Anastasia Rodionova    |
| 9      | Kuala Lumpur     | Malásia        | Alya WTA Malaysian Open                     | duro              | Ashleigh Barty           | Ashleigh Barty Casey Dellacqua      |
| 14     | Monterrey        | México         | Abierto GNP Seguros                         | duro              | Anastasia Pavlyuchenkova | Nao Hibino Alicja Rosolska          |
| 15     | Bogotá           | Colômbia       | Claro Open Colsanitas                       | saibro            | Francesca Schiavone      | Beatriz Haddad Maia Nadia Podoroska |
| 15     | Bienna           | Suíça          | Ladies Open Biel Bienne                     | duro (coberto)    | Markéta Vondroušová      | Hsieh Su-wei Monica Niculescu       |
| 17     | Istambul         | Turquia        | TEB BNP Paribas Istanbul Cup                | saibro            | Elina Svitolina          | Dalila Jakupović Nadiia Kichenok    |
| 18     | Praga            | Chéquia        | J&T Banka Prague Open                       | saibro            | Mona Barthel             | Anna-Lena Grönefeld Květa Peschke   |
| 18     | Rabat            | Marrocos       | Grand Prix de SAR La Princesse Lalla Meryem | saibro            | Anastasia Pavlyuchenkova | Tímea Babos Andrea Hlaváčková       |
| 21     | Estrasburgo      | França         | Internationaux de Strasbourg                | saibro            | Samantha Stosur          | Ashleigh Barty Casey Dellacqua      |
| 21     | Nuremberg        | Alemanha       | Nürnberger Versicherungscup                 | saibro            | Kiki Bertens             | Nicole Melichar Anna Smith          |
| 24     | Nottingham       | Reino Unido    | Aegon Nottingham Open                       | grama             | Donna Vekić              | Monique Adamczak Storm Sanders      |
| 24     | 's-Hertogenbosch | Países Baixos  | Ricoh Open Grass Court Championships        | grama             | Anett Kontaveit          | Dominika Cibulková Kirsten Flipkens |
| 25     | Maiorca          | Espanha        | Mallorca Open                               | grama             | Anastasija Sevastova     | Chan Yung-jan Martina Hingis        |
| 29     | Bucareste        | Roménia        | BRD Bucharest Open                          | saibro            | Irina-Camelia Begu       | Irina-Camelia Begu Raluca Olaru     |
| 29     | Gstaad           | Suíça          | Ladies Championship Gstaad                  | saibro            | Kiki Bertens             | Kiki Bertens Johanna Larsson        |
| 30     | Båstad           | Suécia         | Ericsson Open                               | saibro            | Kateřina Siniaková       | Quirine Lemoine Arantxa Rus         |
| 30     | Nanchang         | China          | Jiangxi Open                                | duro              | Peng Shuai               | Jiang Xinyu Tang Qianhui            |
| 31     | Washington       | Estados Unidos | Citi Open                                   | duro              | Ekaterina Makarova       | Shuko Aoyama Renata Voráčová        |
| 37     | Quebec           | Canadá         | Coupe Banque Nationale                      | carpete (coberto) | Alison Van Uytvanck      | Tímea Babos Andrea Hlaváčková       |
| 37     | Tóquio           | Japão          | Japan Women's Open Tennis                   | duro              | Zarina Diyas             | Shuko Aoyama Yang Zhaoxuan          |
| 38     | Cantão           | China          | Guangzhou International Women's Open        | duro              | Zhang Shuai              | Elise Mertens Demi Schuurs          |
| 38     | Seul             | Coreia do Sul  | KEB Hana Bank • Incheon Airport Korea Open  | duro              | Jeļena Ostapenko         | Kiki Bertens Johanna Larsson        |
| 39     | Tashkent         | Uzbequistão    | Tashkent Open                               | duro              | Kateryna Bondarenko      | Tímea Babos Andrea Hlaváčková       |
| 41     | Hong Kong        | Hong Kong      | Hong Kong Tennis Open                       | duro              | Anastasia Pavlyuchenkova | Chan Hao-ching Chan Yung-jan        |
| 41     | Linz             | Áustria        | Ladies Linz                                 | duro (coberto)    | Barbora Strýcová         | Kiki Bertens Johanna Larsson        |
| 41     | Tianjin          | China          | Tianjin Open                                | duro              | Maria Sharapova          | Irina-Camelia Begu Sara Errani      |
| 42     | Luxemburgo       | Luxemburgo     | BGL BNP Paribas Luxembourg Open             | duro (coberto)    | Carina Witthöft          | Lesley Kerkhove Lidziya Marozava    |

### 2016
| Semana | Cidade           | País           | Nome comercial                              | Piso              | Campeã              | Campeãs                                        |
| ------ | ---------------- | -------------- | ------------------------------------------- | ----------------- | ------------------- | ---------------------------------------------- |
| 1      | Auckland         | Nova Zelândia  | ASB Classic                                 | duro              | Sloane Stephens     | Elise Mertens An-Sophie Mestach                |
| 1      | Shenzhen         | China          | Shenzhen Open                               | duro              | Agnieszka Radwańska | Vania King Monica Niculescu                    |
| 2      | Hobart           | Austrália      | Hobart International                        | duro              | Alizé Cornet        | Han Xinyun Christina McHale                    |
| 6      | Kaohsiung        | Taiwan         | Taiwan Open                                 | duro              | Venus Williams      | Chan Hao-ching Chan Yung-jan                   |
| 7      | Rio de Janeiro   | Brasil         | Rio Open                                    | saibro            | Francesca Schiavone | Verónica Cepede Royg María Irigoyen            |
| 8      | Acapulco         | México         | Abierto Mexicano Telcel                     | duro              | Sloane Stephens     | Anabel Medina Garrigues Arantxa Parra Santonja |
| 9      | Kuala Lumpur     | Malásia        | BMW Malaysian Open                          | duro              | Elina Svitolina     | Varatchaya Wongteanchai Yang Zhaoxuan          |
| 9      | Monterrey        | México         | Abierto Monterrey Afirme                    | duro              | Heather Watson      | Anabel Medina Garrigues Arantxa Parra Santonja |
| 14     | Katowice         | Polónia        | Katowice Open                               | duro (coberto)    | Dominika Cibulková  | Eri Hozumi Miyu Kato                           |
| 15     | Bogotá           | Colômbia       | Claro Open Colsanitas                       | saibro            | Irina Falconi       | Lara Arruabarrena Tatjana Maria                |
| 16     | Istambul         | Turquia        | TEB BNP Paribas Istanbul Cup                | saibro            | Çağla Büyükakçay    | Andreea Mitu İpek Soylu                        |
| 17     | Praga            | Chéquia        | J&T Banka Prague Open                       | saibro            | Lucie Šafářová      | Margarita Gasparyan Andrea Hlaváčková          |
| 17     | Rabat            | Marrocos       | Grand Prix de SAR La Princesse Lalla Meryem | saibro            | Timea Bacsinszky    | Xenia Knoll Aleksandra Krunić                  |
| 20     | Estrasburgo      | França         | Internationaux de Strasbourg                | saibro            | Caroline Garcia     | Anabel Medina Garrigues Arantxa Parra Santonja |
| 20     | Nuremberg        | Alemanha       | Nürnberger Versicherungscup                 | saibro            | Kiki Bertens        | Kiki Bertens Johanna Larsson                   |
| 23     | Nottingham       | Reino Unido    | Aegon Nottingham Open                       | grama             | Karolína Plíšková   | Andrea Hlaváčková Peng Shuai                   |
| 23     | 's-Hertogenbosch | Países Baixos  | Ricoh Open Grass Court Championships        | grama             | Coco Vandeweghe     | Oksana Kalashnikova Yaroslava Shvedova         |
| 24     | Maiorca          | Espanha        | Mallorca Open                               | grama             | Caroline Garcia     | Gabriela Dabrowski María José Martínez Sánchez |
| 28     | Bucareste        | Roménia        | BRD Bucharest Open                          | saibro            | Simona Halep        | Jessica Moore Varatchaya Wongteanchai          |
| 28     | Gstaad           | Suíça          | Ladies Championship Gstaad                  | saibro            | Viktorija Golubic   | Lara Arruabarrena Xenia Knoll                  |
| 29     | Båstad           | Suécia         | Ericsson Open                               | saibro            | Laura Siegemund     | Andreea Mitu Alicja Rosolska                   |
| 29     | Washington       | Estados Unidos | Citi Open                                   | duro              | Yanina Wickmayer    | Monica Niculescu Yanina Wickmayer              |
| 31     | Florianópolis    | Brasil         | Brasil Tennis Cup                           | duro              | Irina-Camelia Begu  | Lyudmyla Kichenok Nadiia Kichenok              |
| 31     | Nanchang         | China          | Jiangxi Women's Tennis Open                 | duro              | Duan Yingying       | Liang Chen Lu Jingjing                         |
| 37     | Quebec           | Canadá         | Coupe Banque Nationale                      | carpete (coberto) | Océane Dodin        | Andrea Hlaváčková Lucie Hradecká               |
| 37     | Tóquio           | Japão          | Hashimoto Sogyo Japan Women's Open Tennis   | duro              | Christina McHale    | Shuko Aoyama Makoto Ninomiya                   |
| 38     | Cantão           | China          | Guangzhou International Women's Open        | duro              | Lesia Tsurenko      | Asia Muhammad Peng Shuai                       |
| 38     | Seul             | Coreia do Sul  | Korea Open                                  | duro              | Lara Arruabarrena   | Kirsten Flipkens Johanna Larsson               |
| 39     | Tashkent         | Uzbequistão    | Tashkent Open                               | duro              | Kristýna Plíšková   | Raluca Olaru İpek Soylu                        |
| 41     | Hong Kong        | Hong Kong      | Hong Kong Tennis Open                       | duro              | Caroline Wozniacki  | Chan Hao-ching Chan Yung-jan                   |
| 41     | Linz             | Áustria        | Generali Ladies Linz                        | duro (coberto)    | Dominika Cibulková  | Kiki Bertens Johanna Larsson                   |
| 41     | Tianjin          | China          | Tianjin Open                                | duro              | Peng Shuai          | Christina McHale Peng Shuai                    |
| 42     | Luxemburgo       | Luxemburgo     | BGL BNP Paribas Luxembourg Open             | duro (coberto)    | Monica Niculescu    | Kiki Bertens Johanna Larsson                   |

### 2015
| Semana | Cidade           | País           | Nome comercial                              | Piso              | Campeã                    | Campeãs                                      |
| ------ | ---------------- | -------------- | ------------------------------------------- | ----------------- | ------------------------- | -------------------------------------------- |
| 1      | Auckland         | Nova Zelândia  | ASB Classic                                 | duro              | Venus Williams            | Sara Errani Roberta Vinci                    |
| 1      | Shenzhen         | China          | Shenzhen Open                               | duro              | Simona Halep              | Lyudmyla Kichenok Nadiia Kichenok            |
| 2      | Hobart           | Austrália      | Hobart International                        | duro              | Heather Watson            | Kiki Bertens Johanna Larsson                 |
| 6      | Pattaya          | Tailândia      | PTT Thailand Open                           | duro              | Daniela Hantuchová        | Chan Hao-ching Chan Yung-jan                 |
| 7      | Rio de Janeiro   | Brasil         | Rio Open                                    | saibro            | Sara Errani               | Ysaline Bonaventure Rebecca Peterson         |
| 8      | Acapulco         | México         | Abierto Mexicano Telcel                     | duro              | Timea Bacsinszky          | Lara Arruabarrena María Teresa Torró Flor    |
| 9      | Kuala Lumpur     | Malásia        | BMW Malaysian Open                          | duro              | Caroline Wozniacki        | Liang Chen Wang Yafan                        |
| 9      | Monterrey        | México         | Abierto Monterrey Afirme                    | duro              | Timea Bacsinszky          | Gabriela Dabrowski Alicja Rosolska           |
| 14     | Katowice         | Polónia        | Katowice Open                               | duro (coberto)    | Anna Karolína Schmiedlová | Ysaline Bonaventure Demi Schuurs             |
| 15     | Bogotá           | Colômbia       | Claro Open Colsanitas                       | saibro            | Teliana Pereira           | Paula Cristina Gonçalves Beatriz Haddad Maia |
| 17     | Marraquexe       | Marrocos       | Grand Prix de SAR La Princesse Lalla Meryem | saibro            | Elina Svitolina           | Tímea Babos Kristina Mladenovic              |
| 17     | Praga            | Chéquia        | J&T Banka Prague Open                       | saibro            | Karolína Plíšková         | Belinda Bencic Kateřina Siniaková            |
| 20     | Estrasburgo      | França         | Internationaux de Strasbourg                | saibro            | Samantha Stosur           | Chuang Chia-jung Liang Chen                  |
| 20     | Nuremberg        | Alemanha       | Nürnberger Versicherungscup                 | saibro            | Karin Knapp               | Chan Hao-ching Anabel Medina Garrigues       |
| 23     | Nottingham       | Reino Unido    | Aegon Nottingham Open                       | grama             | Ana Konjuh                | Raquel Kops-Jones Abigail Spears             |
| 23     | 's-Hertogenbosch | Países Baixos  | Topshelf Open                               | grama             | Camila Giorgi             | Asia Muhammad Laura Siegemund                |
| 28     | Båstad           | Suécia         | Collector Swedish Open                      | saibro            | Johanna Larsson           | Kiki Bertens Johanna Larsson                 |
| 28     | Bucareste        | Roménia        | BRD Bucharest Open                          | saibro            | Anna Karolína Schmiedlová | Oksana Kalashnikova Demi Schuurs             |
| 29     | Bad Gastein      | Áustria        | Nürnberger Gastein Ladies                   | saibro            | Samantha Stosur           | Danka Kovinić Stephanie Vogt                 |
| 29     | Istambul         | Turquia        | TEB BNP Paribas Istanbul Cup                | duro              | Lesia Tsurenko            | Daria Gavrilova Elina Svitolina              |
| 30     | Baku             | Azerbaijão     | Baku Cup                                    | duro              | Margarita Gasparyan       | Margarita Gasparyan Alexandra Panova         |
| 30     | Florianópolis    | Brasil         | Brasil Tennis Cup                           | saibro            | Teliana Pereira           | Annika Beck Laura Siegemund                  |
| 31     | Washington       | Estados Unidos | Citi Open                                   | duro              | Sloane Stephens           | Belinda Bencic Kristina Mladenovic           |
| 37     | Quebec           | Canadá         | Challenge Bell                              | carpete (coberto) | Annika Beck               | Barbora Krejčíková An-Sophie Mestach         |
| 37     | Tóquio           | Japão          | Japan Women's Open Tennis                   | duro              | Yanina Wickmayer          | Chan Hao-ching Chan Yung-jan                 |
| 38     | Cantão           | China          | Guangzhou International Women's Open        | duro              | Jelena Janković           | Martina Hingis Sania Mirza                   |
| 38     | Seul             | Coreia do Sul  | Korea Open                                  | duro              | Irina-Camelia Begu        | Lara Arruabarrena Andreja Klepač             |
| 39     | Tashkent         | Uzbequistão    | Tashkent Open                               | duro              | Nao Hibino                | Margarita Gasparyan Alexandra Panova         |
| 41     | Hong Kong        | Hong Kong      | Hong Kong Tennis Open                       | duro              | Jelena Janković           | Alizé Cornet Yaroslava Shvedova              |
| 41     | Linz             | Áustria        | Generali Ladies Linz                        | duro (coberto)    | Anastasia Pavlyuchenkova  | Raquel Kops-Jones Abigail Spears             |
| 41     | Tianjin          | China          | Tianjin Open                                | duro              | Agnieszka Radwańska       | Xu Yifan Zheng Saisai                        |
| 42     | Luxemburgo       | Luxemburgo     | BGL BNP Paribas Luxembourg Open             | duro (coberto)    | Misaki Doi                | Mona Barthel Laura Siegemund                 |

### 2014
| Semana | Cidade           | País           | Nome comercial                              | Piso              | Campeã                  | Campeãs                                    |
| ------ | ---------------- | -------------- | ------------------------------------------- | ----------------- | ----------------------- | ------------------------------------------ |
| 1      | Auckland         | Nova Zelândia  | ASB Classic                                 | duro              | Ana Ivanović            | Sharon Fichman Maria Sanchez               |
| 1      | Shenzhen         | China          | Shenzhen Open                               | duro              | Li Na                   | Monica Niculescu Klára Zakopalová          |
| 2      | Hobart           | Austrália      | Hobart International                        | duro              | Garbiñe Muguruza        | Monica Niculescu Klára Zakopalová          |
| 5      | Pattaya          | Tailândia      | PTT Pattaya Open                            | duro              | Ekaterina Makarova      | Peng Shuai Zhang Shuai                     |
| 8      | Rio de Janeiro   | Brasil         | Rio Open                                    | saibro            | Kurumi Nara             | Irina-Camelia Begu María Irigoyen          |
| 9      | Acapulco         | México         | Abierto Mexicano Telcel                     | duro              | Dominika Cibulková      | Kristina Mladenovic Galina Voskoboeva      |
| 9      | Florianópolis    | Brasil         | Brasil Tennis Cup                           | duro              | Klára Zakopalová        | Anabel Medina Garrigues Yaroslava Shvedova |
| 14     | Monterrey        | México         | Abierto Monterrey                           | duro              | Ana Ivanović            | Darija Jurak Megan Moulton-Levy            |
| 15     | Bogotá           | Colômbia       | Claro Open Colsanitas                       | saibro            | Caroline Garcia         | Lara Arruabarrena Caroline Garcia          |
| 15     | Katowice         | Polónia        | BNP Paribas Katowice Open                   | duro (coberto)    | Alizé Cornet            | Yuliya Beygelzimer Olga Savchuk            |
| 16     | Kuala Lumpur     | Malásia        | BMW Malaysian Open                          | duro              | Donna Vekić             | Tímea Babos Chan Hao-ching                 |
| 17     | Marraquexe       | Marrocos       | Grand Prix de SAR La Princesse Lalla Meryem | saibro            | María Teresa Torró Flor | Garbiñe Muguruza Romina Oprandi            |
| 18     | Oeiras           | Portugal       | Portugal Open                               | saibro            | Carla Suárez Navarro    | Cara Black Sania Mirza                     |
| 21     | Estrasburgo      | França         | Internationaux de Strasbourg                | saibro            | Mónica Puig             | Ashleigh Barty Casey Dellacqua             |
| 21     | Nuremberg        | Alemanha       | Nürnberger Versicherungscup                 | saibro            | Eugenie Bouchard        | Michaëlla Krajicek Karolína Plíšková       |
| 25     | 's-Hertogenbosch | Países Baixos  | Topshelf Open                               | grama             | Coco Vandeweghe         | Marina Erakovic Arantxa Parra Santonja     |
| 28     | Bad Gastein      | Áustria        | Nürnberger Gastein Ladies                   | saibro            | Andrea Petkovic         | Karolína Plíšková Kristýna Plíšková        |
| 28     | Bucareste        | Roménia        | BRD Bucharest Open                          | saibro            | Simona Halep            | Elena Bogdan Alexandra Cadanțu             |
| 29     | Båstad           | Suécia         | Collector Swedish Open                      | saibro            | Mona Barthel            | Andreja Klepač María Teresa Torró Flor     |
| 29     | Istambul         | Turquia        | TEB BNP Paribas Istanbul Cup                | duro              | Caroline Wozniacki      | Misaki Doi Elina Svitolina                 |
| 30     | Baku             | Azerbaijão     | Baku Cup                                    | duro              | Elina Svitolina         | Alexandra Panova Heather Watson            |
| 31     | Washington       | Estados Unidos | Citi Open                                   | duro              | Svetlana Kuznetsova     | Shuko Aoyama Gabriela Dabrowski            |
| 37     | Hong Kong        | Hong Kong      | Hong Kong Open                              | duro              | Sabine Lisicki          | Karolína Plíšková Kristýna Plíšková        |
| 37     | Quebec           | Canadá         | Challenge Bell                              | carpete (coberto) | Mirjana Lučić-Baroni    | Lucie Hradecká Mirjana Lučić-Baroni        |
| 37     | Tashkent         | Uzbequistão    | Tashkent Open                               | duro              | Karin Knapp             | Aleksandra Krunić Kateřina Siniaková       |
| 38     | Cantão           | China          | Guangzhou International Women's Open        | duro              | Monica Niculescu        | Chuang Chia-jung Liang Chen                |
| 38     | Seul             | Coreia do Sul  | KDB Korea Open                              | duro              | Karolína Plíšková       | Lara Arruabarrena Irina-Camelia Begu       |
| 41     | Linz             | Áustria        | Generali Ladies Linz                        | duro (coberto)    | Karolína Plíšková       | Raluca Olaru Anna Tatishvili               |
| 41     | Osaka            | Japão          | Japan Women's Open Tennis                   | duro              | Samantha Stosur         | Shuko Aoyama Renata Voráčová               |
| 41     | Tianjin          | China          | Tianjin Open                                | duro              | Alison Riske            | Alla Kudryavtseva Anastasia Rodionova      |
| 42     | Luxemburgo       | Luxemburgo     | BGL BNP Paribas Luxembourg Open             | duro (coberto)    | Annika Beck             | Timea Bacsinszky Kristina Barrois          |

### 2013
| Semana | Cidade           | País           | Nome comercial                              | Piso              | Campeã                   | Campeãs                                       |
| ------ | ---------------- | -------------- | ------------------------------------------- | ----------------- | ------------------------ | --------------------------------------------- |
| 1      | Auckland         | Nova Zelândia  | ASB Classic                                 | duro              | Agnieszka Radwańska      | Cara Black Anastasia Rodionova                |
| 1      | Shenzhen         | China          | Shenzhen Longgang Gemdale Open              | duro              | Li Na                    | Chan Hao-ching Chan Yung-jan                  |
| 2      | Hobart           | Austrália      | Moorilla Hobart International               | duro              | Elena Vesnina            | Garbiñe Muguruza María Teresa Torró Flor      |
| 5      | Pattaya          | Tailândia      | PTT Pattaya Open                            | duro              | Maria Kirilenko          | Kimiko Date-Krumm Casey Dellacqua             |
| 8      | Bogotá           | Colômbia       | Copa Claro Colsanitas                       | saibro            | Jelena Janković          | Tímea Babos Mandy Minella                     |
| 8      | Memphis          | Estados Unidos | US National Indoor Tennis Championships     | duro (coberto)    | Marina Erakovic          | Kristina Mladenovic Galina Voskoboeva         |
| 9      | Acapulco         | México         | Abierto Mexicano Telcel                     | saibro            | Sara Errani              | Lourdes Domínguez Lino Arantxa Parra Santonja |
| 9      | Florianópolis    | Brasil         | Brasil Tennis Cup                           | duro              | Monica Niculescu         | Anabel Medina Garrigues Yaroslava Shvedova    |
| 9      | Kuala Lumpur     | Malásia        | BMW Malaysian Open                          | duro              | Karolína Plíšková        | Shuko Aoyama Chang Kai-chen                   |
| 14     | Monterrey        | México         | Abierto Monterrey                           | duro              | Anastasia Pavlyuchenkova | Tímea Babos Kimiko Date-Krumm                 |
| 15     | Katowice         | Polónia        | BNP Paribas Katowice Open                   | saibro (coberto)  | Roberta Vinci            | Lara Arruabarrena Lourdes Domínguez Lino      |
| 17     | Marraquexe       | Marrocos       | Grand Prix de SAR La Princesse Lalla Meryem | saibro            | Francesca Schiavone      | Tímea Babos Mandy Minella                     |
| 18     | Oeiras           | Portugal       | Portugal Open                               | saibro            | Anastasia Pavlyuchenkova | Chan Hao-ching Kristina Mladenovic            |
| 21     | Estrasburgo      | França         | Internationaux de Strasbourg                | saibro            | Alizé Cornet             | Kimiko Date-Krumm Chanelle Scheepers          |
| 24     | Birmingham       | Reino Unido    | Aegon Classic                               | grama             | Daniela Hantuchová       | Ashleigh Barty Casey Dellacqua                |
| 24     | Nuremberg        | Alemanha       | Nürnberger Versicherungscup                 | saibro            | Simona Halep             | Raluca Olaru Valeria Solovyeva                |
| 25     | 's-Hertogenbosch | Países Baixos  | Topshelf Open                               | grama             | Simona Halep             | Irina-Camelia Begu Anabel Medina Garrigues    |
| 28     | Budapeste        | Hungria        | Hungarian Grand Prix                        | saibro            | Simona Halep             | Andrea Hlaváčková Lucie Hradecká              |
| 28     | Palermo          | Itália         | Italiacom Open                              | saibro            | Roberta Vinci            | Kristina Mladenovic Katarzyna Piter           |
| 29     | Bad Gastein      | Áustria        | Nürnberger Gastein Ladies                   | saibro            | Yvonne Meusburger        | Sandra Klemenschits Andreja Klepač            |
| 29     | Båstad           | Suécia         | Collector Swedish Open                      | saibro            | Serena Williams          | Anabel Medina Garrigues Klára Zakopalová      |
| 30     | Baku             | Azerbaijão     | Baku Cup                                    | duro              | Elina Svitolina          | Irina Buryachok Oksana Kalashnikova           |
| 31     | Washington       | Estados Unidos | Citi Open                                   | duro              | Magdaléna Rybáriková     | Shuko Aoyama Vera Dushevina                   |
| 37     | Quebec           | Canadá         | Challenge Bell                              | carpete (coberto) | Lucie Šafářová           | Alla Kudryavtseva Anastasia Rodionova         |
| 37     | Tashkent         | Uzbequistão    | Tashkent Open                               | duro              | Bojana Jovanovski        | Tímea Babos Yaroslava Shvedova                |
| 38     | Cantão           | China          | Guangzhou Open                              | duro              | Zhang Shuai              | Hsieh Su-wei Peng Shuai                       |
| 38     | Seul             | Coreia do Sul  | KDB Korea Open                              | duro              | Agnieszka Radwańska      | Chan Chin-wei Xu Yifan                        |
| 41     | Linz             | Áustria        | Generali Ladies Linz                        | duro (coberto)    | Angelique Kerber         | Karolína Plíšková Kristýna Plíšková           |
| 41     | Osaka            | Japão          | HP Japan Women's Open Tennis                | duro              | Samantha Stosur          | Kristina Mladenovic Flavia Pennetta           |
| 42     | Luxemburgo       | Luxemburgo     | BGL BNP Paribas Luxembourg Open             | duro (coberto)    | Caroline Wozniacki       | Stephanie Vogt Yanina Wickmayer               |

### 2012
| Semana | Cidade           | País           | Nome comercial                                | Piso              | Campeã                   | Campeãs                                    |
| ------ | ---------------- | -------------- | --------------------------------------------- | ----------------- | ------------------------ | ------------------------------------------ |
| 1      | Auckland         | Nova Zelândia  | ASB Classic                                   | duro              | Zheng Jie                | Andrea Hlaváčková Lucie Hradecká           |
| 2      | Hobart           | Austrália      | Moorilla Hobart International                 | duro              | Mona Barthel             | Irina-Camelia Begu Monica Niculescu        |
| 6      | Pattaya          | Tailândia      | PTT Pattaya Open                              | duro              | Daniela Hantuchová       | Sania Mirza Anastasia Rodionova            |
| 7      | Bogotá           | Colômbia       | Copa BBVA Colsanitas                          | saibro            | Lara Arruabarrena-Vecino | Eva Birnerová Alexandra Panova             |
| 8      | Memphis          | Estados Unidos | Memphis International                         | duro (coberto)    | Sofia Arvidsson          | Andrea Hlaváčková Lucie Hradecká           |
| 8      | Monterrey        | México         | Whirlpool Abierto Monterrey                   | duro              | Tímea Babos              | Sara Errani Roberta Vinci                  |
| 9      | Acapulco         | México         | Abierto Mexicano Telcel                       | saibro            | Sara Errani              | Sara Errani Roberta Vinci                  |
| 9      | Kuala Lumpur     | Malásia        | BMW Malaysian Open                            | duro              | Hsieh Su-wei             | Chang Kai-chen Chuang Chia-jung            |
| 15     | Barcelona        | Espanha        | Barcelona Ladies Open                         | saibro            | Sara Errani              | Sara Errani Roberta Vinci                  |
| 15     | Copenhague       | Dinamarca      | e-Boks Open                                   | duro (coberto)    | Angelique Kerber         | Kimiko Date-Krumm Rika Fujiwara            |
| 17     | Fez              | Marrocos       | Grand Prix de SAR La Princesse Lalla Meryem   | saibro            | Kiki Bertens             | Petra Cetkovská Alexandra Panova           |
| 18     | Budapeste        | Hungria        | Budapest Grand Prix                           | saibro            | Sara Errani              | Janette Husárová Magdaléna Rybáriková      |
| 18     | Estoril          | Portugal       | Estoril Open                                  | saibro            | Kaia Kanepi              | Chuang Chia-jung Zhang Shuai               |
| 21     | Estrasburgo      | França         | Internationaux de Strasbourg                  | saibro            | Francesca Schiavone      | Olga Govortsova Klaudia Jans-Ignacik       |
| 24     | Bad Gastein      | Áustria        | Nürnberger Gastein Ladies                     | saibro            | Alizé Cornet             | Jill Craybas Julia Görges                  |
| 24     | Birmingham       | Reino Unido    | Aegon Classic                                 | grama             | Melanie Oudin            | Tímea Babos Hsieh Su-wei                   |
| 25     | 's-Hertogenbosch | Países Baixos  | Unicef Open                                   | grama             | Nadia Petrova            | Sara Errani Roberta Vinci                  |
| 28     | Palermo          | Itália         | Italiacom Open                                | saibro            | Sara Errani              | Renata Voráčová Barbora Záhlavová-Strýcová |
| 29     | Båstad           | Suécia         | Sony Swedish Open                             | saibro            | Polona Hercog            | Catalina Castaño Mariana Duque-Mariño      |
| 30     | Baku             | Azerbaijão     | Baku Cup                                      | duro              | Bojana Jovanovski        | Irina Buryachok Valeria Solovieva          |
| 31     | Washington       | Estados Unidos | Citi Open                                     | duro              | Magdaléna Rybáriková     | Shuko Aoyama Chang Kai-chen                |
| 34     | Dallas           | Estados Unidos | Texas Tennis Open                             | duro              | Roberta Vinci            | Marina Erakovic Heather Watson             |
| 37     | Quebec           | Canadá         | Challenge Bell                                | carpete (coberto) | Kirsten Flipkens         | Tatjana Malek Kristina Mladenovic          |
| 37     | Tashkent         | Uzbequistão    | Tashkent Open                                 | duro              | Irina-Camelia Begu       | Paula Kania Polina Pekhova                 |
| 38     | Cantão           | China          | GRC Bank Guangzhou International Women's Open | duro              | Hsieh Su-wei             | Tamarine Tanasugarn Zhang Shuai            |
| 38     | Seul             | Coreia do Sul  | KDB Korea Open                                | duro              | Caroline Wozniacki       | Raquel Kops-Jones Abigail Spears           |
| 41     | Linz             | Áustria        | Generali Ladies Linz                          | duro (coberto)    | Victoria Azarenka        | Anna-Lena Grönefeld Květa Peschke          |
| 41     | Osaka            | Japão          | HP Japan Women's Open Tennis                  | duro              | Heather Watson           | Raquel Kops-Jones Abigail Spears           |
| 42     | Luxemburgo       | Luxemburgo     | BGL BNP Paribas Luxembourg Open               | duro (coberto)    | Venus Williams           | Andrea Hlaváčková Lucie Hradecká           |

### 2011
| Semana   | Cidade           | País                   | Nome comercial                              | Piso              | Campeã                                    | Campeãs                                            |
| -------- | ---------------- | ---------------------- | ------------------------------------------- | ----------------- | ----------------------------------------- | -------------------------------------------------- |
| 1        | Auckland         | Nova Zelândia          | ASB Classic                                 | duro              | Gréta Arn                                 | Květa Peschke Katarina Srebotnik                   |
| Brisbane | Austrália        | Brisbane International | duro                                        | Petra Kvitová     | Alisa Kleybanova Anastasia Pavlyuchenkova |                                                    |
| 2        | Hobart           | Austrália              | Moorilla Hobart International               | duro              | Jarmila Groth                             | Sara Errani Roberta Vinci                          |
| 6        | Pattaya          | Tailândia              | PTT Pattaya Open                            | duro              | Daniela Hantuchová                        | Sara Errani Roberta Vinci                          |
| 7        | Bogotá           | Colômbia               | XIX Copa BBVA Colsanitas                    | saibro            | Lourdes Domínguez Lino                    | Edina Gallovits-Hall Anabel Medina Garrigues       |
| 7        | Memphis          | Estados Unidos         | Cellular South Cup                          | duro (coberto)    | Magdaléna Rybáriková                      | Olga Govortsova Alla Kudryavtseva                  |
| 8        | Acapulco         | México                 | Abierto Mexicano Telcel                     | saibro            | Gisela Dulko                              | Mariya Koryttseva Ioana Raluca Olaru               |
| 9        | Kuala Lumpur     | Malásia                | BMW Malaysian Open                          | duro              | Jelena Dokić                              | Dinara Safina Galina Voskoboeva                    |
| 9        | Monterrey        | México                 | Whirlpool Abierto Monterrey                 | duro              | Anastasia Pavlyuchenkova                  | Iveta Benešová Barbora Záhlavová-Strýcová          |
| 14       | Marbella         | Espanha                | Andalucia Tennis Experience                 | saibro            | Victoria Azarenka                         | Nuria Llagostera Vives Arantxa Parra Santonja      |
| 16       | Fez              | Marrocos               | Grand Prix de SAR La Princesse Lalla Meryem | saibro            | Alberta Brianti                           | Andrea Hlaváčková Renata Voráčová                  |
| 17       | Barcelona        | Espanha                | Barcelona Ladies Open                       | saibro            | Roberta Vinci                             | Iveta Benešová Barbora Záhlavová-Strýcová          |
| 17       | Estoril          | Portugal               | Estoril Open                                | saibro            | Anabel Medina Garrigues                   | Alisa Kleybanova Galina Voskoboeva                 |
| 20       | Estrasburgo      | França                 | Internationaux de Strasbourg                | saibro            | Andrea Petkovic                           | Akgul Amanmuradova Chuang Chia-jung                |
| 23       | Birmingham       | Reino Unido            | Aegon Classic                               | grama             | Sabine Lisicki                            | Olga Govortsova Alla Kudryavtseva                  |
| 23       | Copenhague       | Dinamarca              | e-Boks Sony Ericsson Open                   | duro (coberto)    | Caroline Wozniacki                        | Johanna Larsson Jasmin Wöhr                        |
| 24       | 's-Hertogenbosch | Países Baixos          | Unicef Open                                 | grama             | Roberta Vinci                             | Barbora Záhlavová-Strýcová Klára Zakopalová        |
| 27       | Båstad           | Suécia                 | Collector Swedish Open                      | saibro            | Polona Hercog                             | Lourdes Domínguez Lino María José Martínez Sánchez |
| 27       | Budapeste        | Hungria                | Poli-Farbe Budapeste Grand Prix             | saibro            | Roberta Vinci                             | Anabel Medina Garrigues Alicja Rosolska            |
| 28       | Bad Gastein      | Áustria                | Gastein Ladies                              | saibro            | María José Martínez Sánchez               | Eva Birnerová Lucie Hradecká                       |
| 28       | Palermo          | Itália                 | Internazionali Femminili di Palermo         | saibro            | Anabel Medina Garrigues                   | Sara Errani Roberta Vinci                          |
| 29       | Baku             | Azerbaijão             | Baku Cup                                    | duro              | Vera Zvonareva                            | Mariya Koryttseva Tatiana Poutchek                 |
| 30       | Washington       | Estados Unidos         | Citi Open                                   | duro              | Nadia Petrova                             | Sania Mirza Yaroslava Shvedova                     |
| 34       | Dallas           | Estados Unidos         | Texas Tennis Open                           | duro              | Sabine Lisicki                            | Alberta Brianti Sorana Cîrstea                     |
| 37       | Quebec           | Canadá                 | Challenge Bell                              | carpete (coberto) | Barbora Záhlavová-Strýcová                | Raquel Kops-Jones Abigail Spears                   |
| 37       | Tashkent         | Uzbequistão            | Tashkent Open                               | duro              | Ksenia Pervak                             | Eleni Daniilidou Vitalia Diatchenko                |
| 38       | Cantão           | China                  | Guangzhou International Women's Open        | duro              | Chanelle Scheepers                        | Hsieh Su-wei Zheng Saisai                          |
| 38       | Seul             | Coreia do Sul          | Hansol Korea Open                           | duro              | María José Martínez Sánchez               | Natalie Grandin Vladimíra Uhlířová                 |
| 41       | Linz             | Áustria                | Generali Ladies Linz                        | duro (coberto)    | Petra Kvitová                             | Marina Erakovic Elena Vesnina                      |
| 41       | Osaka            | Japão                  | HP Open                                     | duro              | Marion Bartoli                            | Kimiko Date-Krumm Zhang Shuai                      |
| 42       | Luxemburgo       | Luxemburgo             | BGL Luxembourg Open                         | duro (coberto)    | Victoria Azarenka                         | Iveta Benešová Barbora Záhlavová-Strýcová          |

### 2010
| Semana | Cidade            | País           | Nome comercial                              | Piso              | Campeã                   | Campeãs                                    |
| ------ | ----------------- | -------------- | ------------------------------------------- | ----------------- | ------------------------ | ------------------------------------------ |
| 1      | Auckland          | Nova Zelândia  | ASB Classic                                 | duro              | Yanina Wickmayer         | Cara Black Liezel Huber                    |
| 1      | Brisbane          | Austrália      | Brisbane International                      | duro              | Kim Clijsters            | Andrea Hlaváčková Lucie Hradecká           |
| 2      | Hobart            | Austrália      | Moorilla Hobart International               | duro              | Alona Bondarenko         | Chuang Chia-jung Květa Peschke             |
| 6      | Pattaya           | Tailândia      | PTT Pattaya Open                            | duro              | Vera Zvonareva           | Marina Erakovic Tamarine Tanasugarn        |
| 7      | Memphis           | Estados Unidos | Cellular South Cup                          | duro (coberto)    | Maria Sharapova          | Vania King Michaëlla Krajicek              |
| 7      | Bogotá            | Colômbia       | Copa BBVA-Colsanitas                        | saibro            | Mariana Duque-Mariño     | Gisela Dulko Edina Gallovits               |
| 8      | Acapulco          | México         | Abierto Mexicano Telcel                     | saibro            | Venus Williams           | Polona Hercog Barbora Záhlavová-Strýcová   |
| 8      | Kuala Lumpur      | Malásia        | Malaysian Open                              | duro              | Alisa Kleybanova         | Chan Yung-jan Zheng Jie                    |
| 9      | Monterrey         | México         | Abierto Monterrey                           | duro              | Anastasia Pavlyuchenkova | Iveta Benešová Barbora Záhlavová-Strýcová  |
| 14     | Marbella          | Espanha        | Andalucia Tennis Experience                 | saibro            | Flavia Pennetta          | Sara Errani Roberta Vinci                  |
| 14     | Ponte Vedra Beach | Estados Unidos | The MPS Group Championships                 | saibro (verde)    | Caroline Wozniacki       | Bethanie Mattek-Sands Yan Zi               |
| 15     | Barcelona         | Espanha        | Barcelona Ladies Open                       | saibro            | Francesca Schiavone      | Sara Errani Roberta Vinci                  |
| 17     | Fez               | Marrocos       | Grand Prix de SAR La Princesse Lalla Meryem | saibro            | Iveta Benesova           | Iveta Benešová Anabel Medina Garrigues     |
| 18     | Estoril           | Portugal       | Estoril Open                                | saibro            | Anastasija Sevastova     | Sorana Cîrstea Anabel Medina Garrigues     |
| 20     | Estrasburgo       | França         | Internationaux de Strasbourg                | saibro            | Maria Sharapova          | Alizé Cornet Vania King                    |
| 23     | Birmingham        | Reino Unido    | Aegon Classic                               | grama             | Li Na                    | Cara Black Lisa Raymond                    |
| 24     | 's-Hertogenbosch  | Países Baixos  | Unicef Open                                 | grama             | Justine Henin            | Alla Kudryavtseva Anastasia Rodionova      |
| 27     | Båstad            | Suécia         | Collector Swedish Open                      | saibro            | Aravane Rezaï            | Gisela Dulko Flavia Pennetta               |
| 27     | Budapeste         | Hungria        | GDF Suez Grand Prix                         | saibro            | Ágnes Szávay             | Timea Bacsinszky Tathiana Garbin           |
| 28     | Palermo           | Itália         | Internazionali Femminili di Palermo         | saibro            | Kaia Kanepi              | Alberta Brianti Sara Errani                |
| 28     | Praga             | Chéquia        | ECM Prague Open                             | saibro            | Ágnes Szávay             | Timea Bacsinszky Tathiana Garbin           |
| 29     | Bad Gastein       | Áustria        | Nürnberger Gastein Ladies                   | saibro            | Julia Görges             | Lucie Hradecká Anabel Medina Garrigues     |
| 29     | Portorož          | Eslovénia      | Banka Koper Slovenia Open                   | duro              | Anna Chakvetadze         | Maria Kondratieva Vladimíra Uhlířová       |
| 30     | Istambul          | Turquia        | Istanbul Cup                                | duro              | Anastasia Pavlyuchenkova | Eleni Daniilidou Jasmin Wöhr               |
| 31     | Copenhague        | Dinamarca      | e-Boks Sony Ericsson Open                   | carpete (coberto) | Caroline Wozniacki       | Julia Görges Anna-Lena Grönefeld           |
| 37     | Cantão            | China          | Guangzhou International Women's Open        | duro              | Jarmila Groth            | Edina Gallovits Sania Mirza                |
| 37     | Quebec            | Canadá         | Challenge Bell                              | carpete (coberto) | Tamira Paszek            | Sofia Arvidsson Johanna Larsson            |
| 38     | Seul              | Coreia do Sul  | Hansol Korea Open                           | duro              | Alisa Kleybanova         | Julia Görges Polona Hercog                 |
| 38     | Tashkent          | Uzbequistão    | Tashkent Open                               | duro              | Alla Kudryavtseva        | Alexandra Panova Tatiana Poutchek          |
| 41     | Linz              | Áustria        | Generali Ladies Linz                        | duro (coberto)    | Ana Ivanović             | Renata Voráčová Barbora Záhlavová-Strýcová |
| 41     | Osaka             | Japão          | HP Open                                     | duro              | Tamarine Tanasugarn      | Chang Kai-chen Lilia Osterloh              |
| 42     | Luxemburgo        | Luxemburgo     | BGL Luxembourg Open                         | duro (coberto)    | Roberta Vinci            | Timea Bacsinszky Tathiana Garbin           |

### 2009
| Semana | Cidade            | País           | Nome comercial                               | Piso              | Campeã                      | Campeãs                                            |
| ------ | ----------------- | -------------- | -------------------------------------------- | ----------------- | --------------------------- | -------------------------------------------------- |
| 1      | Auckland          | Nova Zelândia  | ASB Classic                                  | duro              | Elena Dementieva            | Nathalie Dechy Mara Santangelo                     |
| 1      | Brisbane          | Austrália      | Brisbane International                       | duro              | Victoria Azarenka           | Anna-Lena Grönefeld Vania King                     |
| 2      | Hobart            | Austrália      | Moorilla Hobart International                | duro              | Petra Kvitová               | Gisela Dulko Flavia Pennetta                       |
| 6      | Pattaya           | Tailândia      | PTT Pattaya Open                             | duro              | Vera Zvonareva              | Yaroslava Shvedova Tamarine Tanasugarn             |
| 7      | Bogotá            | Colômbia       | Copa Sony Ericsson Colsanitas                | saibro            | María José Martínez Sánchez | Nuria Llagostera Vives María José Martínez Sánchez |
| 7      | Memphis           | Estados Unidos | Cellular South Cup                           | duro (coberto)    | Victoria Azarenka           | Victoria Azarenka Caroline Wozniacki               |
| 8      | Acapulco          | México         | Abierto Mexicano Telcel                      | saibro            | Venus Williams              | Nuria Llagostera Vives María José Martínez Sánchez |
| 9      | Monterrey         | México         | Abierto Monterrey                            | duro              | Marion Bartoli              | Nathalie Dechy Mara Santangelo                     |
| 14     | Marbella          | Espanha        | Andalucia Tennis Experience                  | saibro            | Jelena Janković             | Klaudia Jans Alicja Rosolska                       |
| 14     | Ponte Vedra Beach | Estados Unidos | The MPS Group Championships                  | saibro (verde)    | Caroline Wozniacki          | Chuang Chia-jung Sania Mirza                       |
| 15     | Barcelona         | Espanha        | Barcelona Ladies Open                        | saibro            | Roberta Vinci               | Nuria Llagostera Vives María José Martínez Sánchez |
| 17     | Fez               | Marrocos       | Grand Prix de SAR La Princesse Lalla Meryem  | saibro            | Anabel Medina Garrigues     | Alisa Kleybanova Ekaterina Makarova                |
| 18     | Estoril           | Portugal       | Estoril Open                                 | saibro            | Yanina Wickmayer            | Raquel Kops-Jones Abigail Spears                   |
| 20     | Estrasburgo       | França         | Internationaux de Strasbourg                 | saibro            | Aravane Rezaï               | Nathalie Dechy Mara Santangelo                     |
| 23     | Birmingham        | Reino Unido    | Aegon Classic                                | grama             | Magdaléna Rybáriková        | Cara Black Liezel Huber                            |
| 24     | 's-Hertogenbosch  | Países Baixos  | Ordina Open                                  | grama             | Tamarine Tanasugarn         | Sara Errani Flavia Pennetta                        |
| 27     | Båstad            | Suécia         | Collector Swedish Open Women                 | saibro            | María José Martínez Sánchez | Gisela Dulko Flavia Pennetta                       |
| 27     | Budapeste         | Hungria        | GDF Suez Grand Prix                          | saibro            | Ágnes Szávay                | Alisa Kleybanova Monica Niculescu                  |
| 28     | Palermo           | Itália         | Internazionali Femminili di Tennis SNAI Open | saibro            | Flavia Pennetta             | Nuria Llagostera Vives María José Martínez Sánchez |
| 28     | Praga             | Chéquia        | ECM Prague Open                              | saibro            | Sybille Bammer              | Alona Bondarenko Kateryna Bondarenko               |
| 29     | Bad Gastein       | Áustria        | Gastein Ladies                               | saibro            | Andrea Petkovic             | Andrea Hlaváčková Lucie Hradecká                   |
| 29     | Portorož          | Eslovénia      | Banka Koper Slovenia Open                    | duro              | Dinara Safina               | Julia Görges Vladimíra Uhlířová                    |
| 30     | Istambul          | Turquia        | Istanbul Cup                                 | duro              | Vera Dushevina              | Lucie Hradecká Renata Voráčová                     |
| 37     | Cantão            | China          | Guangzhou International Women's Open         | duro              | Shahar Pe'er                | Olga Govortsova Tatiana Poutchek                   |
| 37     | Quebec            | Canadá         | Challenge Bell présenté par Banque Nationale | carpete (coberto) | Melinda Czink               | Vania King Barbora Záhlavová-Strýcová              |
| 38     | Seul              | Coreia do Sul  | Hansol Korea Open                            | duro              | Kimiko Date-Krumm           | Chan Yung-jan Abigail Spears                       |
| 38     | Tashkent          | Uzbequistão    | Tashkent Open                                | duro              | Shahar Pe'er                | Olga Govortsova Tatiana Poutchek                   |
| 41     | Linz              | Áustria        | Generali Ladies Linz                         | duro (coberto)    | Yanina Wickmayer            | Anna-Lena Grönefeld Katarina Srebotnik             |
| 41     | Osaka             | Japão          | HP Open                                      | duro              | Samantha Stosur             | Chuang Chia-jung Lisa Raymond                      |
| 42     | Luxemburgo        | Luxemburgo     | BGL Luxembourg Open                          | duro (coberto)    | Timea Bacsinszky            | Iveta Benešová Barbora Záhlavová-Strýcová          |